# Phaenocephalus coomani
Phaenocephalus coomani is een keversoort uit de familie glanzende bloemkevers (Phalacridae). De wetenschappelijke naam van de soort werd in 1950 gepubliceerd door Renaud Maurice Adrien Paulian.